# 李在勇
李在勇（韓語：이재용，1963年3月21日—），韓國男演員。

## 演出作品

### 電視劇
- 2001年：SBS《鋼琴》
- 2002年：SBS《野人時代》 饰演 三轮和三郎
- 2003年：KBS《媽媽向前衝》
- 2004年：SBS《走向暴風》
- 2004年：KBS《海神》
- 2005年：MBC《第五共和國》饰演 李鹤捧
- 2006年：MBC《朱蒙》飾演 大使者夫得拂
- 2006年：MBC《90天，相愛的時間》
- 2007年：SBS《錢的戰爭》飾演 吳在鋒
- 2007年：MBC《李祘》飾演 張泰宇
- 2007年：MBC《朋友，我們的傳說》
- 2009年：SBS《吞噬太陽》飾演 玄基尚
- 2009年：KBS《熱血生意人》
- 2010年：MBC《被稱為神的男子》飾演 黃德秀
- 2010年：MBC《同伊》飾演 張益憲
- 2010年：KBS《成均館緋聞》飾演 河友圭
- 2010年：SBS《大物》飾演 孔勝祖
- 2010年：SBS《雅典娜：戰爭女神》飾演 金慕均
- 2011年：KBS《浪漫小鎮》飾演 江泰源
- 2011年：SBS《樹大根深》飾演 趙末生
- 2011年：MBN《愈發霸氣》
- 2012年：KBS《順藤而上的你》飾演 千在勇的父親
- 2012年：KBS《赤道的男人》飾演 崔光春
- 2012年：KBS《海雲臺戀人們》飾演 李順新
- 2012年：KBS《田禹治》飾演 蘇七
- 2013年：MBC《龜巖許浚》飾演 金民世
- 2013年：KBS《天命：朝鮮版逃亡者故事》飾演 天峰
- 2013年：SBS《主君的太陽》飾演 李容在
- 2013年：MBC《奇皇后》飾演 王暠
- 2014年：SBS《Three Days》飾演 崔智勳
- 2014年：KBS《貓來了》飾演 廉秉洙
- 2014年：MBC《更夫日誌》飾演 朴守宗
- 2015年：KBS《懲毖錄》飾演 李山海
- 2015年：OCN《我的美麗新娘》飾演 宋學修
- 2015年：KBS《Drama Special－知道如何找到它》飾演 南基碩
- 2016年：KBS《太陽的後裔》飾演 崔池瑚
- 2016年：SBS《Mrs. Cop 2》
- 2016年：MBC《Goodbye Mr. Black》飾演 尹在民
- 2016年：SBS《大撲》飾演 金昌集
- 2016年：KBS《在天空中的太陽》飾演 南泰俊
- 2016年：MBC《不夜城》飾演 朴武尚
- 2017年：JTBC《Man to Man》飾演 米迦勒神父
- 2017年：MBC《君主－假面的主人》
- 2017年：KBS《學校2017》飾演 具英九
- 2018年：OCN《小神的孩子們》飾演 菊韓主
- 2019年：TV朝鮮《揀擇－女人們的戰爭》飾演 趙興堅
- 2020年：MBC《當我最漂亮的時候》飾演 方會長
- 2021年：MBN《綁匪－盜取命運》飾演 李爾瞻
- 2022年：KBS2《依法相爱吧》
- 2023年：tvN《九尾狐傳1938》飾演 俵祥羽
- 2023年：KBS《高麗契丹戰爭》飾演 朴進

### 電影
- 2001年：《朋友》
- 2003年：《去火星的男人》
- 2003年：《拯救綠色星球！》
- 2006年：《相思光年》
- 2006年：《Fly Daddy Fly》
- 2006年：《多細胞少女》
- 2008年：《那個男人的書第198頁》
- 2010年：《猜謎王》
- 2011年：《朝鮮名偵探：高山烏頭花的秘密》
- 2012年：《胖嘟嘟的革命》
- 2013年：《帕帕羅蒂》
- 2015年：《純真年代》
- 2015年：《秘密調查》
- 2016年：《失蹤: 消失的妻子》
- 2017年：《铁雨》饰演 朝鲜人民军总参谋部护卫总局局长朴光东
- 2018年：《回來吧，釜山港之愛》
- 2019年：《黑錢（朝鲜语：블랙머니 (영화)）》飾演 MBS電視臺社長（友情出演）
- 2020年：《担保》饰演 兄弟福利院院长
- 待定：《无底坑》（무저갱）

## 外部連結
- NAVER （页面存档备份，存于）